# 旷经荣
旷经荣（1900年—1974年），湖南衡山人，中华人民共和国政治人物。
担任全国林业劳模。1954年，当选第一届全国人民代表大会代表。